# Vostanig
Vostanig (arménien : Ոստանիկ), de son nom complet Vostanig Hovhannessian (arménien : Ոստանիկ Յովհաննէսեան), né en 1896 dans la province de Van (Empire ottoman) et mort en 1954, est un écrivain et poète arménien.